# Sepulcro de Gonzalo de Lerma

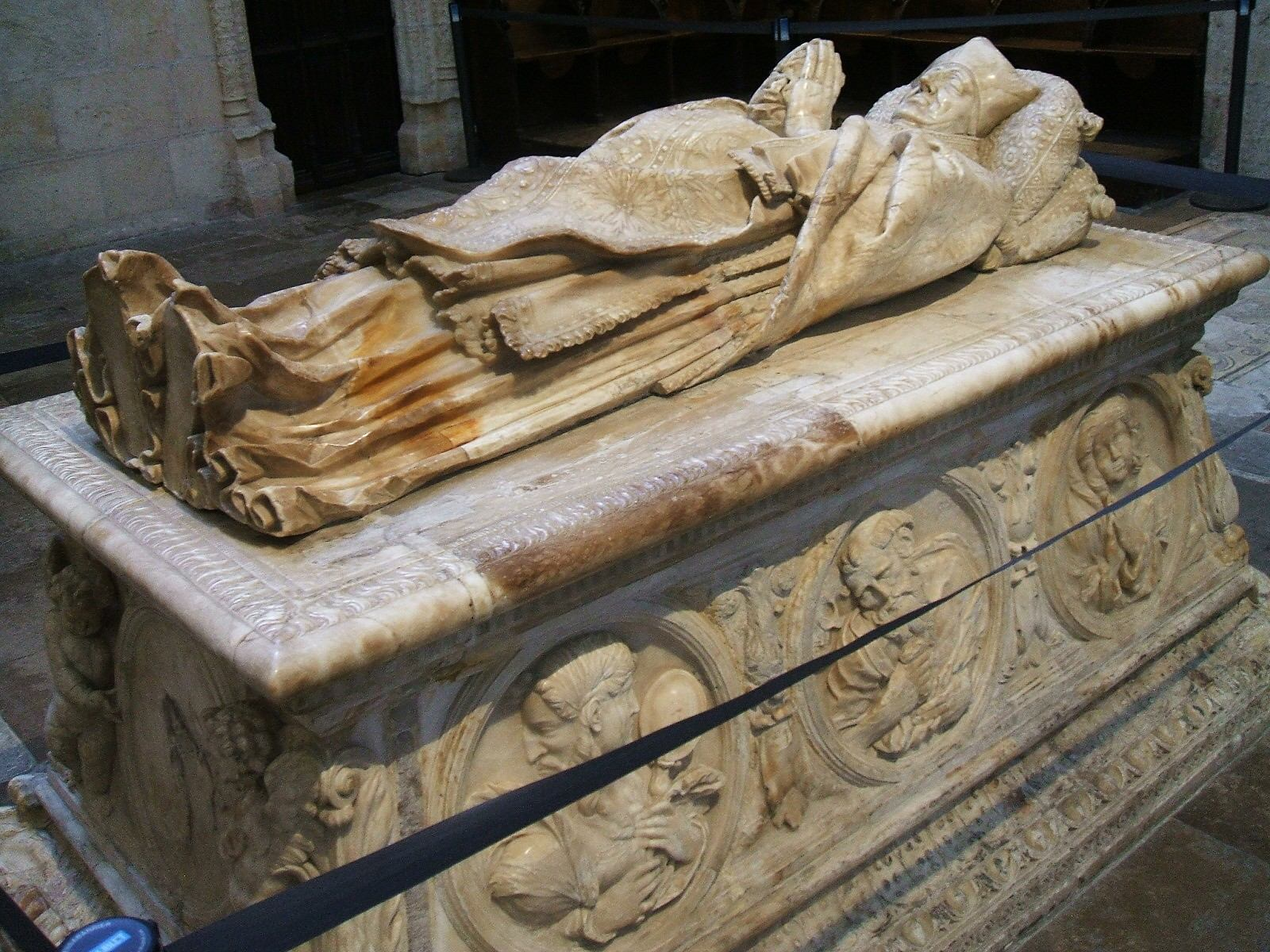
Sepulcro de Gonzalo de Lerma en la catedral de Burgos.

El sepulcro de Gonzalo de Lerma es una obra renacentista  realizada por Felipe Vigarny en el año 1524 para la Capilla de la Presentación de la familia Lerma Polanco en la Catedral de Burgos.

## Historia
Fue patrocinada por el canónigo Gonzalo de Lerma Polanco (Gonzalo Díez de Lerma). La capilla de la Consolación, conocida también como de la Presentación, de San José y de los Lerma Polanco, se construyó a semejanza de la capilla de los Condestables de la misma catedral, y su autor fue el maestro de obras Juan de Matienzo. El motivo  de la capilla era que cumpliera la función de enterramiento para el canónigo fundador y sus familiares. Por eso se pueden ver en los muros de la capilla,  dentro de arcosolios, cinco sepulcros además del de Gonzalo de Lerma.

## Descripción

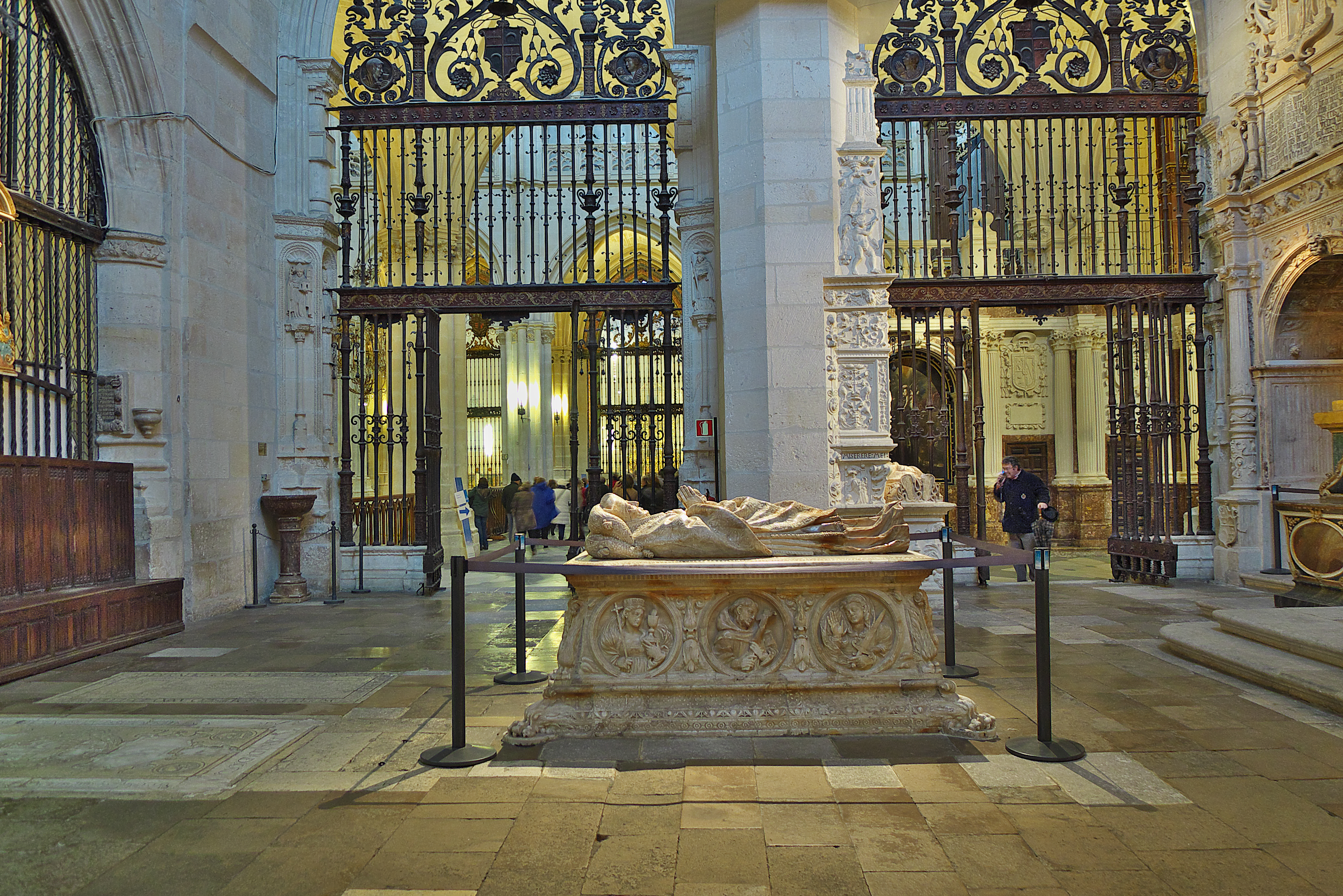
Sepulcro de Gonzalo de Lerma en la catedral de Burgos.

Fue esculpido el sepulcro exento en alabastro blanco por Felipe Vigarny entre los años 1524 y 1525 y se encuentra colocado en el centro de la estancia. Realizado a semejanza  del sepulcro del papa Sixto IV (ejecutado por el italiano Antonio Pollaiuolo cuyo estilo ya había sido adoptado en España por Domenico Fancelli en los sepulcros de los Reyes Católicos y el del príncipe Juan). De estos sepulcros tenía noticia Vigarny, incluso había  sido llamado por los comitentes para que opinara sobre las trazas del sepulcro del Cardenal Cisneros que había realizado Fancelli, con la orden de que se igualara o superase los anteriormente  hechos por este mismo autor. De similares características, donde también se pudo inspirar Virgarny, es el sepulcro del obispo Luis Acuña instalado en la misma catedral de Burgos.  
Todas estas influencias se observan en el sepulcro de Gonzalo de Lerma; los muros de la cama sepulcral los realizó en planos rectos y copió la garra de león con la hoja de acanto así como la división en tres partes en cada muro. En el centro de ellos los relieves están resueltos dentro de medallones con alegorías de las virtudes y la representación de santos.
- En un costado: San Francisco, la Justicia con sus atributos de la espada y la balanza, y la Fortaleza.
- En  el otro lateral: San Jerónimo, la Prudencia que es bifaz con rostro de hombre viejo y mujer joven que porta en su mano un espejo, y la Templanza.
- En los pies: Aparece como ornamentación, el escudo de la familia Lerma sostenido por unos angelotes, con la Cruz de Calatrava y una Luna.

La figura del yacente es completamente realista, por lo que se cree que puede ser un retrato sacado de una mascarilla mortuoria. Sus vestiduras y los almohadones donde apoya la cabeza están realizados con un gran virtuosismo.